# Federação Bahiana de Basketball
A Federação Bahiana de Basketball (FBB) é a entidade máxima regulamentadora do basquetebol na Bahia. Fundada em 25 de março de 1933, tem sua sede localizada no Palácio dos Esportes, no centro da cidade do Salvador, capital baiana. É responsável pela organização de campeonatos desde as categorias mirins até a principal. É filiada à Confederação Brasileira de Basketball (CBB).
Foi considerada como instituição de utilidade publica pela lei municipal nº 5673 de 17 de dezembro de 1999, assinada pelo então prefeito Antonio Imbassahy.

## Associações fundadoras e filiadas
De acordo com o artigo 1º do estatuto da FBB de 1933, as associações esportivas aparecem em duas categorias: fundadoras e filiadas.

### Fundadoras
Foram associações esportivas fundadoras da FBF: 
- Esporte Clube Vitória;
- Baskete Clube Rio Vermelho; e
- Clube de Regatas São Salvador.

### Filiadas
Além das três entidades fundadoras, as primeiras associações que originalmente constavam no estatuto como filiadas foram as seguintes: 
- Clube Bahiano de Tênis;
- Associação Atlética da Bahia (AAB);
- Bahiano Atlético Clube;
- Clube de Regatas Itapagipe;
- Clube Olímpico de Basketball;
- Botafogo Esporte Clube;
- Lux Atletico Clube.

As agremiações que desde então vem se filiando à FBB e participando dos campeonatos organizados pela federação são as seguintes:
- Associação Juvenil da Escola Técnica do Salvador (AJETS);
- Clube dos Oficiais da Polícia Militar da Bahia (COPM);
- Fluminense do Barbalho;
- Montesi;
- Natal;
- Esporte Clube Periperi;
- Clube Hebraica;
- Grêmio Esportivo e Atlético Rener (GEA): substituído pelo Clube Carnavalesco Fantoches da Euterpe.
- Associação Recreativa Cultural Antártica (ARCA);
- Esporte Clube Bahia;
- Feira Tênis Clube;
- Falcon/Serrinha;
- Astro/Feira de Santana;
- Associação Feirense de Basquetebol;
- Itaparica/Falcon;
- FTC;
- Lauro de Freitas;
- Liga Bonfinense de Basquete;[4]
- Associação dos Servidores do Banco Central (ASBAC);
- Academia TBJ de Basquete;
- Fênix Cajazeiras;[5]
- Ilhéus;
- Camaçari Basquete;
- Alagoinhas;
- Associação Desportiva Coiteense (ADEC);
- Conquista.[6]

## Dirigentes

### Atuais
- Presidente: Walter José Fernandes "Waltinho" (desde data ignorada-atualidade).[7]
- Presidente: José Lopes "Índio".[7]

### Presidentes anteriores
- Adalício Nogueira (primeiro presidente da FBB).[3]
- Roberto José Fernandes "Betinho" (presidente durante a década de 2010).[8]

## Seleções Baianas em Brasileiros de Base
Sub 15 Feminina
- 2012 – 3º Lugar na 3ª Divisão, classificada para 2ª Divisão em 2013
- 2011 – 8º lugar na 2ª Divisão, rebaixada para 3ª Divisão em 2012
- 2010 – 1º Lugar na 3ª Divisão, classificada para a 2ª Divisão em 2011

Sub 15 Masculina
- 2012 – 7º Lugar na 2ª Divisão, rebaixada para 3ª Divisão em 2013
- 2011 – 3º lugar na 3ª Divisão, classificada para 2ª Divisão em 2012
- 2010 – 4º Lugar na 3ª Divisão, manteve-se na Divisão para 2011

Sub 17 Feminina
- 2012 – 3º Lugar na 3ª Divisão, classificada para 2ª Divisão em 2013
- 2011 – 6º lugar na 2ª Divisão, rebaixada para 3ª Divisão em 2012
- 2010 – 1º Lugar na 3ª Divisão, classificada para a 2ª Divisão em 2011

Sub 17 Masculina
- 2012 – 4º Lugar na 2ª Divisão, manteve-se na Divisão para 2013
- 2011 – 5º lugar na 2ª Divisão, manteve-se na Divisão para 2012
- 2010 – 2º Lugar na 3ª Divisão, classificada para 2ª Divisão em 2011